# Ożaglowanie rejowe

Pojedynczy żagiel rejowy z szotami (czarne) i brasami (czerwone).

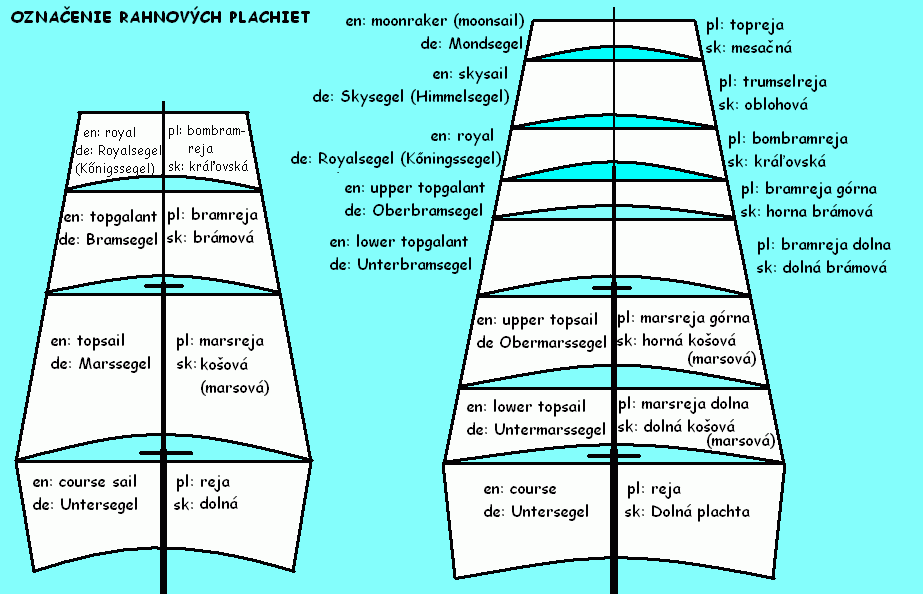
Nazewnictwo żagli rejowych

Ożaglowanie rejowe – najstarszy typ ożaglowania, stosowany głównie na dużych żaglowcach. 
W ożaglowaniu rejowym, prostokątny lub trapezowy żagiel rozpięty jest poniżej poziomej belki zwanej reją. Reja zamocowana jest do masztu poprzecznie do osi podłużnej (diametralnej) jachtu. Żagle rejowe mogą być obracane wokół masztu w niewielkim zakresie (do kilkudziesięciu stopni), tym samym żaglowiec z ożaglowaniem rejowym nie może pływać tak ostro na wiatr, jak inne jednostki o ożaglowaniu skośnym. 
Ożaglowanie rejowe stosowane jest na następujących rodzajach żaglowców: fregatach, barkach, barkentynach, brygach, brygantynach i szkunerach (urejonych i z bryfokiem), z tego bryg i fregata (nazywana pełnorejowcem) mają ożaglowanie rejowe na wszystkich masztach.

## Nazewnictwo
Spotyka się do ośmiu pięter rei. Ich nazwy wraz z nazwami żagli są następujące (od topu masztu):
8. topreja (moonraker) - moonsel lub topsel

7. trumselreja - trumsel lub skysel

6. bombramreja - bombramsel lub trumsel

5. bramreja górna - bramsel górny

4. bramreja dolna - bramsel

3. marsreja górna - marsel górny

2. marsreja dolna - marsel

1. reja - fok lub grot
Na żaglowcu sześciorejowym występuje najczęściej następujący układ:
6. trumselreja

5. bombramreja

4. bramreja

3. marsreja górna

2. marsreja dolna

1. reja
Na dużych żaglowcach mogą występować odstępstwa od ogólnie przyjętych zasad nazewnictwa. Niekiedy żagle noszą nazwy zwyczajowe.

## Mocowanie żagli rejowych
Żagle rejowe mocowane są likiem górnym do górnego jaksztagu przy pomocy bencli. Do rei mocowane są dwa jaksztagi: górny do "przyszywania" żagla, dolny do mocowania perty, po której przemieszczają się marynarze. Od rogów szotowych biegną szoty, w przypadku marsli w kierunku pokładu, w przypadku żagli wyższych - do rei znajdującej się piętro niżej. Do tych samych rogów mocowane są halsy mające za zadanie napięcie lików wolnych i regulację wybrzuszenia żagla. W celu wypłaszczenia liku nawietrznego zawsze napina się hals na burcie nawietrznej, czyli tej z której wieje wiatr.
Do noków rei mocowane są brasy służące do ustawiania rei w płaszczyźnie poziomej zależnie od kierunku wiatru. Niekiedy stosuje się kontrabrasy działające w przeciwnym kierunku. Pionową regulację nachylenia rei dokonuje się poprzez prace topenantami. Na dawnych żaglowcach reje wykonane były z drewna, współcześnie są stalowe, ze stopów metali lekkich lub nawet niekiedy z tworzyw sztucznych. 
Na niektórych żaglowcach możliwa jest regulacja wysokości zawieszenia rei. Jest ona mocowana przy pomocy bejwutu do pierścienia zwanego rakiem, który przy pomocy drajrepu może być podnoszony lub opuszczany. Taki mechanizm zapewnia możliwość regulacji położenia środka ożaglowania w płaszczyźnie pionowej.
Dawniej stosowano żagle wytykowe zwane lizelami, które mocowane były do wysuwanych wytyków.

## Sprzątanie żagli rejowych
Ożaglowanie rejowe jest trudniejsze w obsłudze niż żagle skośne głównie ze względu na znacznie większą liczbę lin do obsługi. W celu "zrzucenia" żagla rejowego luzowane są obydwa szoty, a następnie wybierane gejtawy, które podciągają rogi halsowe do rei. Następnie wybierane są gordingi, które przyciągają lik dolny. Po wykonaniu tych czynności żagiel ułożony jest w fałdy pod reją. Do jego sklarowania niezbędne jest wejście załogi na perty. Marynarze ustawiają się w równych odstępach i po wyluzowaniu gejtaw i gordingów układa żagiel na rei tworząc tzw. taszę. Sklarowany żagiel ułożony jest pomiędzy jaksztagami i przepleciony sejzingami. Aby postawić go powtórnie niezbędne jest ponowne wejście załogi na perty i rozklarowanie go. Podczas wykonywania czynności na rejach każdy załogant przypięty jest pasem ratunkowym do lajfliny.